# 谷口高史
谷口 高史（たにぐち たかし、旧芸名：谷口孝史、1960年8月3日 - ）は、日本の俳優、声優。身長178cm、体重80kg。血液型A型。滋賀県大津市出身、滋賀県立石山高等学校卒業、追手門学院大学中退。

## 人物・来歴
1960年、男兄弟3人の末子として誕生。
1976年、滋賀県立石山高等学校へ入学。アクション俳優になるために体操部に入部し、団体でインターハイに出場した経験を持つ。
1979年、追手門学院大学へ入学するが、1981年に中退。京都の東映俳優養成所へ入所する。
1983年、東映京都芸能所属の俳優となる。
1989年に結婚。
小雁倶楽部、ビックワンウエストを経て、2014年から個人事務所 喜怒哀楽プロ所属として活動。
俳優兼インフルエンサーの谷口布実は娘。

## 出演
太字はメインキャラクター。

### 映画
- 櫂（1985年）
- 火宅の人（1986年）
- 華の乱（1988年）
- 極道の妻たち 三代目姐（1989年）
- 動天（1991年）
- 江戸城大乱（1991年） - 森川軍兵衛
- 忠臣蔵外伝 四谷怪談（1994年） - 高田郡兵衛
- 良寛（1997年）
- おもちゃ（1999年）
- 梟の城（1999年）
- バトル・ロワイアル（2000年） - 七原秋也の父
- さくや妖怪伝（2000年）
- 新・仁義なき戦い（2000年）
- 化粧師 KEWAISHI（2001年） - 剛刑事
- 森の学校（2002年） - 木田正勝
- 壬生義士伝（2002年） - 重臣・清水
- ぼくんち（2002年）
- 嗤う伊右衛門（2003年） - 伊右衛門の父
- あずみ（2003年）
- バトル・ロワイアルII 鎮魂歌（2003年） - 速水二尉
- パッチギ!（2004年）
- 極道の妻たち 情炎（2005年）
- 男たちの大和/YAMATO（2005年）
- 幸福のスイッチ（2006年） - 野村康平
- 大帝の剣（2007年） - 藤井寺房之進
- ゲゲゲの鬼太郎（2007年） - 井上刑事
- 茶々 天涯の貴妃（2007年） - 柴田勝家
- 武士の家計簿（2010年） - 新保屋
- 多十郎殉愛記（2019年） - 伊藤三左衛門

### オリジナルビデオ
- 女形気三郎1
- かあちゃん
- 道中師
- 大江戸レイプマン
- ナニワの用心棒
- 実録・鉄砲玉
- 実録・大阪やくざ戦争 報復 1・完結編（2002年、GPミュージアムソフト）ｰ二代目梅山組組長 島信義
- 日本暴力地帯IV 美しき野望（1998年）
- 新・第三の極道IV 裏盃の軍団（1997年）
- 女郎蜘蛛
- 美女奉行おんな牢秘抄I、II
- おんな犯科帖II 江戸拷問刑罰抄
- くノ一忍法伝 からくり遊戯
- くノ一忍法伝 巫女道隠密修行
- くノ一忍法伝 天使と悪魔
- くノ一忍法伝 封印の掟
- くノ一忍法帖IV
- 新・くノ一忍法伝 極女繚乱
- 新・くノ一忍法伝 灼熱の乱舞
- 首領への道 5 - 7 - 横浜 大徳組若頭補佐 円城寺剛
- 新・キタの帝王（1996年）

### テレビドラマ
- 暴れん坊将軍シリーズ （ANB / 東映）
  - 暴れん坊将軍II
    - 第79話「花の江戸城 つまみ食い天国!」（1984年） - 儀十
    - 第110話「妹よ! この兄に罪ありや」(1985年） - 佃陣内
    - 第124話「南国の美女、華麗なる復讐!」（1985年） - 識名清豊
    - 第147話「つめたい春の夫婦花!」（1986年） - 北林
    - 第160話「地獄行き、母が担いだ玉の輿!」（1986年） - 今脇

  - 暴れん坊将軍III
    - 第24話「思わぬ遺産の目安箱」（1988年） - 幸吉
    - 第48話「おいらの父は日本一!」（1989年） - 新三
    - スペシャル「初富士の花嫁、吉宗の禁じられた恋!」（1989年） - 堀田の配下
    - 第63話「孫兵ヱは浪花のお大尽さま!?」（1989年） - 並木大二郎
    - 第113話「誇り高き父！」（1990年） - 村上源三郎

  - 暴れん坊将軍IV
    - 第11話「大岡越前、なみだの鉄拳!」（1991年） - 留松
    - 第43話「戦慄! 狙われた養生所」（1992年） - 左平次

  - 暴れん坊将軍V
    - 第6話「助っ人新さん、お役者仁義!」（1993年） - 南条幻之介

  - 暴れん坊将軍VI
    - 第23話「わが子を裁く鬼の父」（1995年） - 種次郎
    - 第25話「怪奇! 天狗の花嫁」（1995年） - 西川
    - 第26話「吉宗、見参! 女剣士の挑戦状」（1995年） - 北町同心

  - 暴れん坊将軍VII
    - 第2話「江戸怪奇 吉宗魔界を斬る!」（1996年） - 野沢源太郎

  - 暴れん坊将軍VIII
    - 第2話「狙われた新妻 殺意を呼ぶ過去」（1997年） - 宇田軍兵衛

  - 暴れん坊将軍IX
    - 第32話「母なればこそ 椿の花は知っていた」（1999年） - 勘八

  - 暴れん坊将軍X
    - 第13話「肝っ玉おっ母ァ危機一髪！偽金作りの人質は初孫」 - 房蔵
- 水戸黄門（TBS / C.A.L）
  - 第15部 ※ 谷口孝史名義
    - 第30話「男度胸の木曽節仁義 -木曽福島-」（1985年8月19日）- 大町屋の子分
    - 第35話「命を賭けた裏切り武士道 -高崎-」（1985年9月23日）- 若侍

  - 第16部 ※ 谷口孝史名義
    - 第18話「悪が群がる隠し銀山 -大森-」（1986年8月25日）- 無宿者
    - 第29話「鬼面に隠れた忠義の心 -盛岡-」（1986年11月10日）- 藩士

  - 第17部 ※ 谷口孝史名義
    - 第20話「颯爽! 謎の黒頭巾 -広島-」（1988年1月11日）- 三谷忠次郎

  - 第18部 ※ 谷口孝史名義
    - 第7話「孫を騙った悪い奴 -高崎-」（1988年10月24日）- 田原
    - 第12話「非情の猿面暗殺団 -彦根-」（1988年11月28日）- 番頭
    - 第20話「陰謀渦巻く大草原 -熊本-」（1989年1月30日）- 与吉
    - 第30話「天下の嶮の悪退治 -箱根-」（1989年4月10日）- 関所の番士

  - 第19部 ※ 谷口孝史名義
    - 第2話「老公狙う大爆破 -岩城-」（1989年10月2日）- 由木
    - 第7話「人買い光右衛門 -尾花沢-」（1989年11月6日）- 浜田鉄之進
    - 第21話「烏に狙われた女 -富山-」（1990年2月19日） - 清吉

  - 第20部 第26話「育ての親はだめ親父 -荻-」（1991年5月6日） - 役人 ※ 谷口孝史名義
  - 第21部 ※ 谷口孝史名義
    - 第5話「恩讐越えた恋人形 -三次-」（1992年5月4日）- 藤堂の配下
    - 第18話「悪を蹴散らす神楽面 -備中松山-」（1992年8月3日）- 若侍
    - 第29話「狙われた御用金 -高崎-」（1992年10月19日） - 岸川一作

  - 第22部 第21話「妻をも騙した武士の真実 -萩-」（1993年10月4日） - 梶原
  - 第23部
    - 第17話「娘涙の仇討悲願 -津山-」（1994年11月28日） - 白川弥一郎
    - 第23話「命の恩人は大嘘つき -下関-」（1995年1月16日）- 松造

  - 第25部
    - 第21話「かげろうお銀の涙 - 鹿野 - 」（1997年6月2日）- 島村左門
    - 第25話「罠を仕掛けた釣り天井 -高山-」（1997年6月16日） - 秋葉哲之進
    - 第32話「嫁と認めぬ頑固者 -八戸-」（1997年8月14日）- 佐藤一蔵

  - 第28部
    - 第4話「風雲渦巻く駿府城! -江尻・駿府-」（2000年4月3日） - 原田
    - 第27話「格さんの恋!-福山-」（2000年9月18日） - 蓑吉

  - 第32部 第11話「おっかさんは村の太陽 -岩国-」（2004年6月28日） - 木田弘次郎
  - 第35部 第18話「脱藩者は老公に瓜二つ・佐伯」（2006年2月20日） - 役人
  - 第36部 第16話「銘酒を守った頑固者 -宮島-」（2006年11月20日） - 留蔵
  - 第37部 第4話「三下り半は御免蒙る - 宮古 -」（2007年7月16日）- 小松源太
  - 第38部 第9話「世捨てお公家の悪退治 -敦賀-」（2008年3月3日）- 公家
  - 第39部 第6話「スッたもんだの初手柄 -倉敷-」（2008年11月17日）- 権次
  - 第41部 第11話「夢にまで見たお母さん -大坂-」（2010年6月21日） - 亀蔵
  - 第43部 第1話「家族おもいの武士魂 -江戸-」（2011年7月4日） - 脇中
- 江戸を斬る（TBS / C.A.L）
  - 江戸を斬るVII ※ 谷口孝史名義
    - 第4話「偽りの自首」（1987年）
    - 第12話「裏切り盗っ人仁義」（1987年） - 猪之助
    - 第29話「血染めの遠山桜」（1987年）

  - 江戸を斬るVIII 第3話「悪が群がる地獄島」（1994年） - 元吉
- 傑作時代劇「雲霧仁左衛門 江戸編 顔のない盗賊」（1987年、テレビ朝日）
- 風雲江戸城 怒涛の将軍徳川家光（1987年） - 風魔小三郎
- 風雲!真田幸村（1989年） - 立花佐内 役
- 京都かるがも病院第19話「緊急、車内分娩!」(1987年、ANB/東映) - 救急隊員※ 谷口孝史名義
- 名奉行 遠山の金さん（ANB / 東映）
  - 第1シリーズ
    - 第2話「女盗賊の三つの謎」（1988年） - 用心棒
    - 第21話「消えた三万両?!」（1988年） - 清助

  - 第2シリーズ 第4話「暴かれた二つの顔の美人妻」（1989年） - 三次
  - 第4シリーズ 第23話「恐怖の稲妻! 消えた殺人者」（1992年） - 鎌イタチの辰
  - 第5シリーズ 第7話「殺し屋を狙う謎の若君」（1993年） - 文三
  - 第7シリーズ
    - 第5話「白い肌の誘惑 嫁姑の真剣勝負」（1995年） - 六之助
    - 第20話「名探偵?金さん岡っ引きになる」（1996年） - 猪之吉

  - 第7シリーズ（金さんVS女ねずみ）第12話「桜吹雪と河童騒動」（1998年） - 吉五郎
- 長七郎江戸日記（NTV / ユニオン映画）
  - 第1シリーズ ※ 谷口孝史名義
    - 第44話「くの一有情」（1984年12月18日） - 牧田
    - 第89話「母と子の子守唄」（1986年2月25日） - 同心
    - 第118話「長七郎最後の対決」（1986年12月13日）

  - 第2シリーズ ※ 谷口孝史名義
    - 第7話「はしり雨」（1988年2月23日）
    - 第13話「老兵は死なず」（1988年4月26日） - 磯貝重蔵
    - 第26話「螢火」（1988年10月11日）
    - 第30話「待ちわびて千鳥橋」（1988年11月8日）
    - 第50話「桜川、母娘花」（1989年4月25日） - 同心
    - 第62話「十年目の危機」（1989年9月19日） - 大前田

  - 第3シリーズ ※ 谷口孝史名義
    - 第20話「恋しぐれ、女スリ」（1991年3月12日） - 土橋典膳
    - 第28話「泪橋越えたら……」（1991年6月11日） - 仙石栄次郎
- 月影兵庫あばれ旅 （TX / 松竹） ※ 谷口孝史名義
  - 第1シリーズ 第6話「三分の税と戦え!!」（1989年）
  - 第2シリーズ 第12話「京の都の鬼を斬れ!」（1990年） - 文吉
- 大岡越前（TBS / C.A.L）
  - 第10部 第13話「育ての親は凶状持ち」（1988年5月23日） - 大鴉の軍兵衛の手下 ※ 谷口孝史名義
  - 第11部 第1話（1990年4月23日） ※ 谷口孝史名義
  - 第12部 第4話「毒の匂いのする女」（1991年11月4日） - 粂七 ※ 谷口孝史名義
  - 第14部 第13話「情けを教えた人参泥棒」（1996年9月9日）
- お江戸捕物日記 照姫七変化 第2話「地獄の鬼退治!」（1990年、CX / 東映）
- あばれ八州御用旅（TX/ユニオン映画）
  - 第1シリーズ 第6話「用心棒の目に涙 哀れ母子の絆」（1990年）
  - 第2シリーズ 第15話「女三度笠 涙の迷子札」（1991年）
  - 第3シリーズ 第8話「川止め、足止め、地獄越え!」（1992年） - 峰岸
  - 第4シリーズ 第7話「妻恋街道 流れ旅」（1994年）
- 八百八町夢日記（NTV / ユニオン映画）
  - 第1シリーズ
    - SP3「天保鬼ヶ島」（1990年4月3日）※ 谷口孝史名義
    - 第26話「夢之介が殺した女」（1990年5月29日） - 神谷の用人
    - 第31話「夏の嵐」（1990年7月24日） - 駕籠屋人足

  - 第2シリーズ
    - SP「みちのく忠臣蔵」（1991年10月8日） - 関前朝之助
    - 第18話「花の吉原大脱走」（1992年2月25日）
    - 第25話「悪女の秘めごと」（1992年6月16日）
    - 第33話「壺ふり女医者」（1992年9月1日） - 多羅尾内膳
- 将軍家光忍び旅（ANB / 東映）
  - パート１ 第20話「鈴鹿、なみだの夫婦唄」（1991年） - 戸田
  - パート２ 第14話「名馬危うし！ 望月牧場の黒い罠」（1993年） - 山内義清
- 鬼平犯科帳（CX / 松竹）
  - 第2シリーズ 第15話「霧の朝」（1991年）
  - 第5シリーズ 第2話「怨恨」（1994年） - 桐生の友七
  - 第7シリーズ 第4話「木の実鳥の宗八」（1997年） - 川辺軍兵衛
  - スペシャル 雨引の文五郎（2009年7月17日） - 同心・小柳安五郎 役※以下同役
  - スペシャル 高萩の捨五郎（2010年6月18日）
  - スペシャル 盗賊婚礼（2011年9月30日）
  - 鬼平犯科帳スペシャル 泥鰌の和助始末（2013年）
  - 鬼平犯科帳スペシャル 見張りの糸（2013年）
  - 密告（2015年）
  - FINAL（2016年）
- 半七捕物帳 第3話「娘いれずみ鬼十手」（1992年、NTV / ユニオン映画） - 市松
- 闇を斬る!大江戸犯科帳 第1話「闇奉行誕生!」（1993年、NTV / ユニオン映画）
- 八丁堀捕物ばなし（1993年）
- 織田信長（1994年、TX / 東映） - 佐々成政
- 江戸の用心棒（NTV / ユニオン映画）
  - パートI 第15話「大奥(秘)怨み節」（1994年）
  - パートII 第9話「尼寺の秘密」（1995年） - 妻木孫兵衛
- 南町奉行事件帖 怒れ!求馬
  - 第1シリーズ（1997年） - 岩城左馬之助
  - 第2シリーズ（2000年） - 金次
  - 大江戸を駈ける!（2001年） - 榊平四郎
- 御家人斬九郎（CX / 映像京都）
  - 第2シリーズ 第7話「白魚の吉次」（1997年） - 浪人
  - 第3シリーズ 第6話「美人局」（1997年） - 国分屋の用心棒
- 剣客商売（CX / 松竹）
  - 第2シリーズ 第1話「辻斬り」（1999年） - 木村又平太
  - 第3シリーズ 第1話「手裏剣お秀」（2001年） - 蓬髪
  - 第4シリーズ 第7話「騙された男」（2003年） - 平吉
  - スペシャルドラマ「母と娘と」（2005年1月11日） - 酒井
  - 剣客商売 御老中暗殺（2012年） - 和泉屋吉右衛門
- 土曜ワイド劇場
  - 「京都マル秘仕事人1」（1999年） - 酒田宗男
  - 「新・赤かぶ検事奮戦記10」（2000年） - 三輪悌一
  - 「京都殺人案内」
    - 第24作（2001年） - 大神章
    - 第26作（2003年） - 早川記者
    - 第27作（2004年） - 重松徹
    - 第32作（2010年） - 児玉管理官

  - 「京都のテミス女裁判官」（2003 - 2004年） - 片桐秀男
- 月曜ドラマスペシャル
  - 「ヤマ勘記者の事件日誌2」（1997年） - 川野正晴
  - 「一色京太郎事件ノート」第5作 （1997年） - 永坂
- 月曜ミステリー劇場
  - 「恋する京女将 音姫千尋の事件簿」（2003 - 2004年） - 春日部猛
- 火曜サスペンス劇場
  - 「京都・女性記者シリーズ（第一期）」（1988 - 1993年） - 草村次郎
- 次郎長三国志 勢揃い二十八人衆喧嘩旅!（1998年） - 元蔵
- 八丁堀の七人
  - 第1シリーズ（2000年） - 長次
  - 第4シリーズ（2003年） - 工藤新七
- 女と愛とミステリー
  - 「よそ者 (佐竹一彦)1」（2003年） - 藤山孝男
  - 「優雅な悪事2」（2003年） - 坂東忠久
- 三匹が斬る!シリーズ（テレビ朝日）
  - 三匹が斬る！
    - 第7話「勇み肌、男はご法度女人里」（1987年） - 勝蔵の子分
    - 第16話二人妻、討つか討たぬか蒸発侍」（1988年） - 毘沙門一家

  - 続・三匹が斬る　第3話「上様の、茶は甘いかしょっぱいか」（1988年） - 水口藩士
  - また又・三匹が斬る!　第10話「摩訶不思議、恋の行方と肉付面」（1991年） - 宮本権八郎
  - 新・三匹が斬る!
    - 第9話「逃げた女、産めよふやせ悲しき子宝奉行」（1992年） - 小倉力弥
    - 第19話「羽黒山、天狗も泣いた色と欲」（1993年） - 島岡

  - リニューアル版 第1話「痛快!世直し旅 母の涙と嘘と百両騒動!」（2002年）
- 遠山の金さん (2007年のテレビドラマ)（2007年） - 仙蔵
- 影の軍団
  - 影の軍団IV第16話「女忍者、最後の涙」（1985年7月16日）
- 必殺シリーズ（ABCテレビ）
  - 必殺仕切人 第17話「もしも江戸に占いブームが起こったら」（1984年） - 片倉
  - 必殺仕事人V・激闘編 第31話「加代、究極の美男に惚れる」（1986年） - 三十郎
  - 必殺仕事人V・旋風編 第3話「主水 殺人ツアーに出かける」（1986年） - 米倉小太郎
  - 必殺仕事人V・風雲竜虎編
    - 第4話「政と女スリ、危機一髪」（1987年） - 丑
    - 第15話「江戸大仏からくり開眼」（1987年） - 小原

  - 必殺仕事人・激突! 第8話「新門辰五郎のまとい」（1991年）
  - 必殺仕事人2009
    - 第3話「偽装詐欺」（2009年1月23日） - 桐野半兵衛
    - 第14話「武士の異常愛」（2009年5月1日） - 聖天の権三

  - 必殺仕事人2013（2013年） - 浪花屋
- 銭形平次[要出典]
  - 銭形平次 (北大路欣也)
    - 第1シリーズ 第9話「蛇の目傘の女」 - 伊太八
    - 第2シリーズ 第17話「追われる男」 - 丑松
    - 第3シリーズ 第1話「暗闇の婚礼 スペシャル」 - 丑松
    - 第4シリーズ 第7話「鏡の向こう側」 - 辰次郎

  - 銭形平次 (村上弘明)
    - 第1シーズン 第7話「帰ってきた女!証言拒否の謎!!」（2004年5月24日） - 房吉
    - 第2シーズン 第2話「孤独な少女!偽りの父に潜む謎」（2005年7月11日） - 惣十
- 隠密奉行朝比奈 第2シリーズ 第10話「朝比奈暗殺計画」（1999年） - 安藤重三郎
- 京都迷宮案内
  - 第4・5シリーズ（2002 - 2003年） - 向島良房
  - 第8シリーズ（2006年） - 石坂庄平
- 盤嶽の一生（2002年、CX） 第8話「男と女」 - 亥之助
- 夜桜お染（2003年） - 久助
- 竜馬がゆく（2004年1月2日、テレビ東京 / 松竹株式会社） - 近藤勇
- 赤い月（2004年）
- 異議あり!女弁護士大岡法江（2004年） - 坂水農
- 名奉行! 大岡越前
  - 第1シリーズ 第2話「小問物屋彦兵衛一件」（2005年4月25日） - 笠原嘉門
  - 第2シリーズ 第8話「お白州に現れた幽霊!? 夫を裏切った女の天国と地獄」（2006年7月4日、テレビ朝日） - 権藤平八郎
- 金曜エンタテイメント 「京都祇園入り婿刑事事件簿12」（2005年） - 佐伯昌夫
- 世にも奇妙な物語
  - 「影武者」（2005年） - 津田
- 京都地検の女
  - 第3シリーズ（2005年） - 葛城清貴
  - 第5シリーズ（2009年） - 里見敬一郎
- 二十四の瞳（2005年） - 川本仙吉
- 新・桃太郎侍（2006年） - 戸田新三郎
- 巷説百物語シリーズ（2006年） - 稲荷坂の衹右衛門
- 刺客請負人（2007 - 2008年） - 湖堂軒一斎
- よろずや平四郎活人剣（2007年） - 寺田重兵衛
- お江戸吉原事件帖（2007年） - 卯之吉
- 八州廻り桑山十兵衛〜捕物控ぶらり旅（2007年） - 高津陣内
- 水曜ミステリー9 「告発弁護士シリーズ」（2007年） - 芝野真一
- 幻十郎必殺剣（2008年） - 七五郎
- 主水之助七番勝負〜徳川風雲録外伝〜（2008年） - 沖山紋蔵
- 黒いバッグの女（2008年）
- 忠臣蔵 音無しの剣（2008年） - 八右衛門
- 女刑事みずき〜京都洛西署物語〜 第1シリーズ（2007年） - 黒島義明
- 素浪人 月影兵庫 (2007年のテレビドラマ)（2007年） - 権藤平八
- 再生の町（2009年）
- 853〜刑事・加茂伸之介（2010年） - スナック「ふみ」マスター
- 女刑事音道貴子・凍える牙（2010年） - 松島検視官
- 樅ノ木は残った（2010年） - 村山喜兵衛
- 大仏開眼（2010年4月、NHK） - 大伴牛養
- 風に向って走れ!〜芸大女子駅伝部〜（2010年5月、ABC・大阪芸術大学　産学協同ドラマ） - 蛭子忠
- 月曜ゴールデン
  - 「赤かぶ検事奮戦記 (中村梅雀のテレビドラマ)2」（2010年） - 長洲隆史
  - 「狩矢警部シリーズ12」（2012年） - 上田和正
  - 「京都殺人授業 第一講座」（2013年） - 薬王寺菊馬
- 連続テレビ小説（NHK）
  - てっぱん（2011年1月） - 有馬
  - カーネーション（2012年2月） - 百貨店の支配人
  - まんぷく（2018年12月） - 服役囚
- 松本清張ドラマスペシャル 砂の器 第二夜（2011年9月11日、EX / 東映） - 引越し業者
- 火車（2011年11月5日、EX / 東映） - 小沢まさる
- 忠臣蔵〜その義その愛（2012年1月2日、TX） - 安井彦右衛門
- タイトロープの女（2012年2月28日、NHK） - 豊島大志
- おみやさん
  - 第4シリーズ（2005年） - 神崎恭介
  - 第5シリーズ（2006年） - 伊原剛志
  - 第8シリーズ（2011年） - 磯辺店長
  - 第9シリーズ（2012年） - 植木誠一
- 捜査地図の女 第3話（2012年11月8日、EX / 東映） - 神田芳郎
- 鴨、京都へ行く。-老舗旅館の女将日記-（2013年） - 細口隆史
- 刑事110キロ 第5話（2013年5月23日、EX / 東映） - 川井淳
- 金曜プレステージ　「推理作家・池加代子2」（2013年） - 後藤刑事
- 宮本武蔵 (2014年のテレビドラマ)（2014年） - 紹由老人
- ぼんくら 第2弾（2015年） - 子盗り鬼 役
- 科捜研の女
  - 第3シリーズ（2001年）  - 高槻幽斎 役
  - 第7シリーズ（2006年） - 小田切圭 役
  - 第9シリーズ（2009年） - 後藤勝臣 役
  - 第13シリーズ（2013 - 2014年） - 三ノ輪祐二 役
  - スペシャル8（2016年） - 竹山利一 役
  - 第19シリーズ（2019年） - 早乙女修一郎 役
  - 第19シリーズ（2020年） - 高西直人 役
  - 第22シリーズ（2022年） - 連城友孝 役
  - 第23シリーズ（2023年） - 篠川靖 役
  - 第24シリーズ（2024年） - 黒谷喜一 役
- 石川五右衛門 (テレビドラマ)（2016年） - 百地三太夫
- 伝七捕物帳
  - 第1シリーズ（2016年） - 長崎屋長兵衛 役
  - 第2シリーズ（2017年） - （うつぼの）嘉兵衛
- 実録ドラマスペシャル 女の犯罪ミステリー福田和子 整形逃亡15年（2016年、EX） - 小料理屋常連客 沢田
- 月曜ゴールデン
  - 「オバベン -京都ふたりの女弁護士-」（2013年・2016年） - 宮本正義（裁判長）
  - 「赤かぶ検事奮戦記 (中村梅雀のテレビドラマ)」
    - 第2作（2010年） - 長洲隆史
    - 第6作（2016年） - 遠藤刑事
- 立花登青春手控え
  - Part2（2017年） - 仁兵衛
  - Part3（2018年） - 鬼六
- 妖の忍法帖（2018年） - 松平光長
- やじ×きた 元祖・東海道中膝栗毛（2019年） - 小野寺左平次
- 無用庵隠居修行 第3弾（2019年） - 田山重蔵
- 柳生一族の陰謀（2020年） - 鳥居成次
- DIVER-特殊潜入班- （2020年） - 田島健人
- 桶狭間 OKEHAZAMA〜織田信長〜（2021年） - 長谷川宗兵衛
- 三屋清左衛門残日録 陽のあたる道（2021年） - 児玉屋勘七
- いりびと-異邦人-（2021年）
- 忠臣蔵狂詩曲No.5 中村仲蔵 出世階段（2021年） ‐ 成兵衛
- カムカムエヴリバディ（2022年） - 八代将
- 探偵ロマンス（2023年） - 越坂部荘二 役
- ホリデイ〜江戸の休日〜（2023年） - 山田教授
- 遺留捜査 SP11（2023年） - 風見太一
- SHOGUN’S NINJA-将軍乃忍者-（2025年） - 小野忠明[2]

### 配信ドラマ
- TUNAガール（2019年3月28日、ひかりTV・大阪チャンネル）

### バラエティー
- 秘密のケンミンSHOW ドラマコーナー

### ゲーム
- クロックタワー3（ディック・ハミルトン）